# Biographical Encyclopedia of Astronomers
La Biographical Encyclopedia of Astronomers est un ouvrage composé de biographies d'astronomes et cosmologistes. Il est publié sous la direction de Thomas Hockey. La première édition a été publiée en 2007 puis la seconde en 2014. En 2017, il reçoit le Prix du livre Osterbrock. 

## Contenu
La première édition contient près de 1500 biographies, la seconde plus 1800. Près de 400 auteurs y ont contribué. Les articles sont relativement courts (100 à 1500 mots). L'ouvrage couvre toute la période de l'Antiquité au début du XXe siècle, avec comme limite une date de naissance en 1918 (le dernier étant Gérard de Vaucouleurs). 
Pour les scientifiques ayant aussi apporté leurs contributions à d'autres sciences — et parfois plus connus pour celles-ci —, leur biographie s'intéresse à leurs apports en astronomie. 
Pour les scientifiques les plus connus, pour qui les ressources documentaires sont nombreuses, les auteurs ont fait le choix de limiter la taille des entrées, estimant inutile de répéter ce qui est déjà disponible dans d'autres ouvrages de référence. Ce faisant, certains astronomes bien moins connus bénéficient d'une entrée plus longue. 

« Toute histoire qui se concentre uniquement sur les plus grands participants dans un domaine manque probablement beaucoup d'intérêt et de valeur historique. Dans la mesure où l'astronomie est entreprise par et pour l'homme, son histoire ne peut donc pas se limiter aux vies et aux réalisations d'un groupe restreint. Ici, nous analysons la vie des personnes qui, à notre avis, ont produit des contributions substantielles au domaine de l'astronomie, ont été impliquées dans un événement astronomique important, ou étaient d'une autre manière importantes pour la discipline. »

## Réception
Michael Hoskin termine son compte-rendu en indiquant que « Ce sera un ouvrage de référence utile pour ceux qui en ont les moyens, principalement pour obtenir des informations sur les astronomes récents et sur des personnes de moindre importance du passé qui n’ont pas été inclus dans le DSB [Dictionary of Scientific Biography] » et mentionne également que « les entrées concernant les astronomes du monde arabo-musulman sont particulièrement utiles, cette section étant sous la responsabilité de Jamil Ragep ».
Noel Swerdlow précise lui que « Les articles sur les astronomes du monde arabo-musulman sont uniformément excellents. [...] Parmi les auteurs figurent certains des meilleurs spécialistes de l'astronomie et des mathématiques arabes, et de nombreux articles complètent ou supplantent ceux du DSB et de l'Encyclopédie de l'Islam, puisqu'il y a eu tant de recherches originales au cours des trente dernières années. »

## Récompense
- 2017 : Osterbrock Book Prize[6]

## Éditions
- Thomas Hockey (dir.), Biographical Encyclopedia of Astronomers, New York, Springer, 2007, 1348 p., 2 vol. (ISBN 978-0-387-31022-0)
- Thomas Hockey (dir.), Biographical Encyclopedia of Astronomers, New York, Springer, 2014, 2e éd., 4 vol. (ISBN 978-1-4419-9916-0)